# رايموند دوراند
رايموند دوراند (بالفرنسية: Raymond Durand)‏ هو لاعب رماية فرنسي، ولد في 28 يناير 1894 في لانجر في فرنسا، وتوفي في 26 نوفمبر 1977 في Fontaine-lès-Dijon ‏ في فرنسا.

## وصلات خارجية
- رايموند دوراند على موقع أوليمبيديا (الإنجليزية)